# Doddakodli, Somvarpet
Doddakodli là một làng thuộc tehsil Somvarpet, huyện Kodagu, bang Karnataka, Ấn Độ.